# گالیپولی (فیلم ۱۹۸۱)
گالیپولی (انگلیسی: Gallipoli) فیلمی به کارگردانی پیتر ویر است که در سال ۱۹۸۱ منتشر شد. از بازیگران آن می‌توان به مل گیبسون و بیل هانتر اشاره کرد.